# Youth Against Fascism
Youth Against Fascism è un singolo del gruppo musicale statunitense Sonic Youth, pubblicato nel 1992 come estratto dal settimo album in studio Dirty.

## Descrizione
Ian MacKaye di Minor Threat e Fugazi ha contribuito alla canzone con parti addizionali di chitarra.
La frase "I believe Anita Hill" si riferisce a una controversia del 1991 riguardo alle accuse di molestie sessuali del giudice Clarence Thomas verso Hill, una sua ex subordinata.

## Tracce
1. "Youth Against Fascism (Clean-Ex Mix)"
2. "The Destroyed Room"
3. "Purr (Mark Goodier Version)"
4. "Youth Against Fascism (LP Version)"

La semi-acustica "Purr" è stata registrata a una sessione della BBC da Mark Goodier il 20 luglio 1992. Una versione dal vivo di "The Destroyed Room" era stata precedentemente pubblicata nel singolo di "Dirty Boots" con il titolo di "The Bedroom".

## Video musicale
Il video musicale di "Youth Against Fascism" è stato diretto da Nick Egan. È stato girato nel canale di controllo delle piene del fiume Los Angeles, con la band che suona circondata da motociclisti FMX. Nel video sono state inserite immagini di fascismo, nazismo e comunismo.

## Riconoscimenti
Nel 2017 Paste ha posizionato "Youth Against Fascism" al numero 13 della sua classifica delle migliori 15 canzoni antifasciste.

## Classifiche
| Anno | Classifica       | Pos. massima |
| ---- | ---------------- | ------------ |
| 1992 | UK Singles Chart | 52           |